# يورغن هينيغ
يورغن هينيغ (بالألمانية: Jürgen Hennig)‏ هو أستاذ جامعي وكيميائي ومخترِع ألماني، ولد في 5 مارس 1951 في شتوتغارت في ألمانيا.